# 商丘南站
商丘南站位于中华人民共和国河南省商丘市梁园区，是京九铁路的一座火车站，等级为三等站，由中国铁路郑州局集团商丘车站管辖，距北京西站687公里，距常平站1628公里，本站及相邻上下行区间均为电气化区段。原名新平台集站，后更名为商丘南站，车站建于1989年，随商阜铁路一同投入使用，办理客运、货运业务。

## 历史
- 车站于1989年启用。
- 2024年10月中旬至同年12月底，商丘南站进行了升级改造工程，主要改造了车站站房外观、候车室、旅客天桥等设施。

## 相关列车
目前除Z65/66、Z67/68、Z107/108、Z133/134等列车外，多数经过商丘南站的列车停靠该站：
- Z112/113、Z114/111次列车
- Z186/187、Z188/185次列车
- Z384/385、Z386/383次列车
- T225/228、T227/226次列车
- K105/106次列车
- K1071/1072次列车
- K1109/1110次列车
- K1453/1454次列车